# Косовел, Сречко
Сречко Косовел (словен. Srečko Kosovel, 18 марта 1904, Сежана, Словения — 27 мая 1926, Томай, там же) — словенский поэт. Вместе с Эдвардом Коцбеком считается наиболее значительным словенским поэтом периода после Первой мировой войны.

## Биография
Отец — школьный учитель, мать — из богатой триестинской семьи. С 1922 учился в Люблянском университете, где изучал философию, романскую и славянскую филологию, был редактором ряда демократических литературных изданий, организовал поэтический клуб имени Ивана Цанкара. Очевидец мировой войны, свидетель распада Австро-Венгерской империи, зарождения итальянского фашизма и германского нацизма, Сречко Косовел испытал влияние революционных идей, художественных поисков французского модернизма, русского и немецкого авангарда (от импрессионизма до конструктивизма, экспрессионизма, футуризма, дада, сюрреализма). Поддерживал связи с антифашистской организацией ТИГР. По пути из Загорья простудился и скончался от менингита, не дождавшись выхода своей первой книги «Стихи» («Pesmi», 1927).

## Творчество и признание
Новаторское наследие Косовела насчитывает свыше 1000 стихотворений, многочисленные образцы лирической прозы, эссе и статьи. Издания и переиздания его стихов в 1931, 1946, 1964 и 1977 становились ключевыми событиями для новых поколений словенских поэтов. Монография о Косовеле принадлежит Борису Пахору.
Имя Сречко Косовела в годы Народно-освободительной войны Югославии носила партизанская 19-я словенская бригада.

## Произведения
- Zbrano delo. Kn. 1-3/ Ur. Anton Ocvirk. Ljubljana: DZS, 1946—1977.

### На русском языке
- [Стихи]// Поэты Югославии XIX—XX вв. М.: Художественная литература, 1963.